# 詹姆斯·威尔金森
詹姆斯·威尔金森（英語：James Wilkinson，1757年3月24日—1825年12月28日），美國軍人、政治家。
威尔金森出生在馬里蘭州的查爾斯縣。自1775年起，就加入大陸軍，投身於美國獨立戰爭。他於1796年至1798年以及1800年至1812年期間曾兩度擔任美國陸軍高級軍官。1805年，美國自法國購入路易斯安那領地，他被任命為路易斯安那第一任總督。他是阿龙·伯尔副總統叛國陰謀的揭露者，但被許多政治人物懷疑他其實有參與其中。威尔金森在後來參加了1812年戰爭。1816年被任命為美國駐墨西哥大使，後於任內死於墨西哥城。
1854年，在對馬德里廣泛的檔案調查之後，路易斯安那的歷史學家查爾斯·蓋亞雷揭發威尔金森將軍是一個西班牙帝國的間諜。西奥多·罗斯福將其描述為美國歷史上最可鄙的人物。